# Чорнобиль
Чорно́биль — місто на Київському Поліссі. Лежить на правому березі річки Прип'ять (притоці Дніпра), при впадінні в неї річки Уж. До аварії на Чорнобильській АЕС 1986 року — районний центр Київської області, після — адміністративний центр зони відчуження та зони безумовного (обов'язкового) відселення. Підпорядкований Державному агентству України з управління зоною відчуження. Чорнобиль має статус вахтового селища, де мешкають близько 2800 осіб вахтового персоналу та близько 100 «повертанців».

## Назва
Назва міста походить від одного з видів полину (чорнобилю).

## Історія

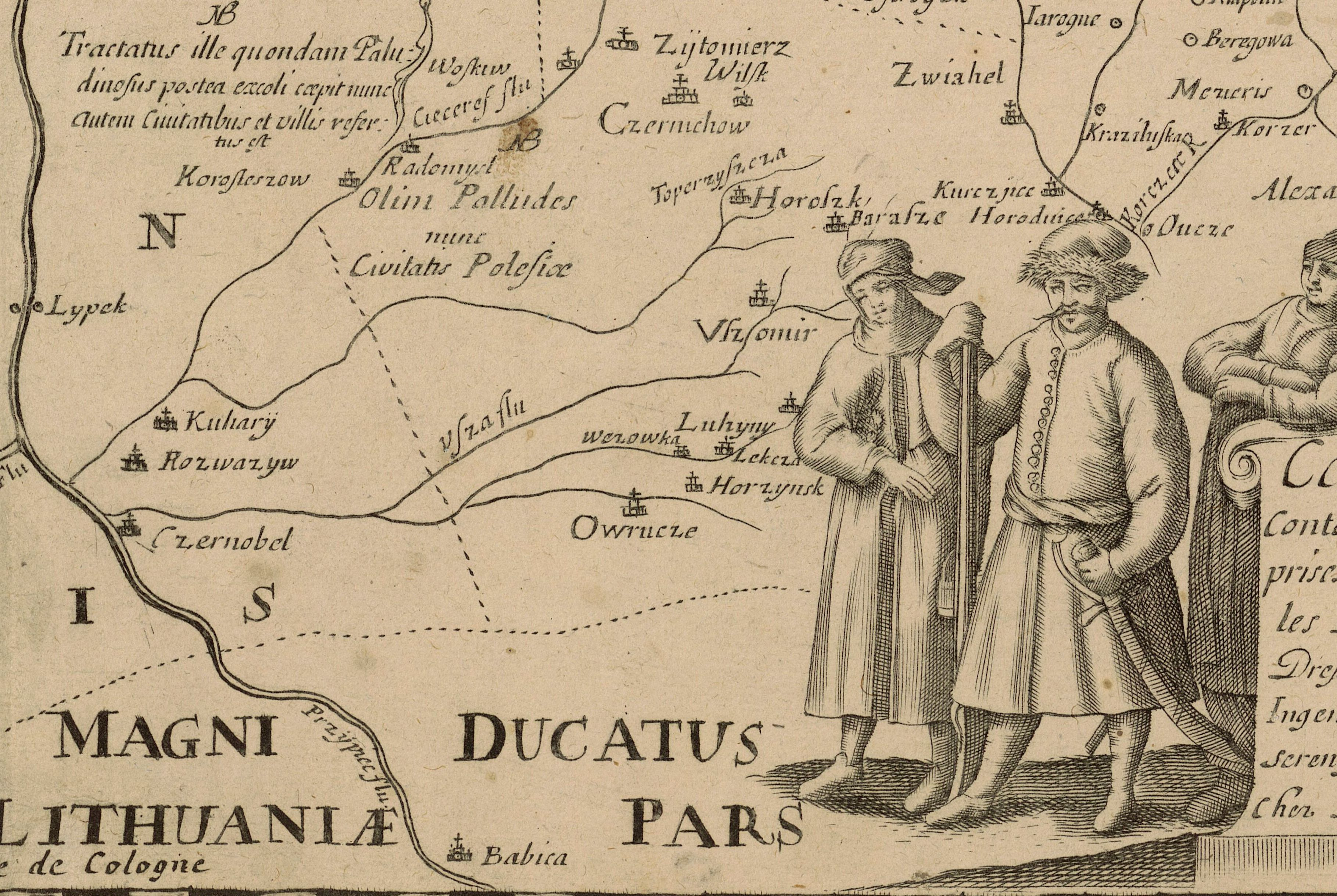
Чорнобиль на мапі Боплана, 1648 рік

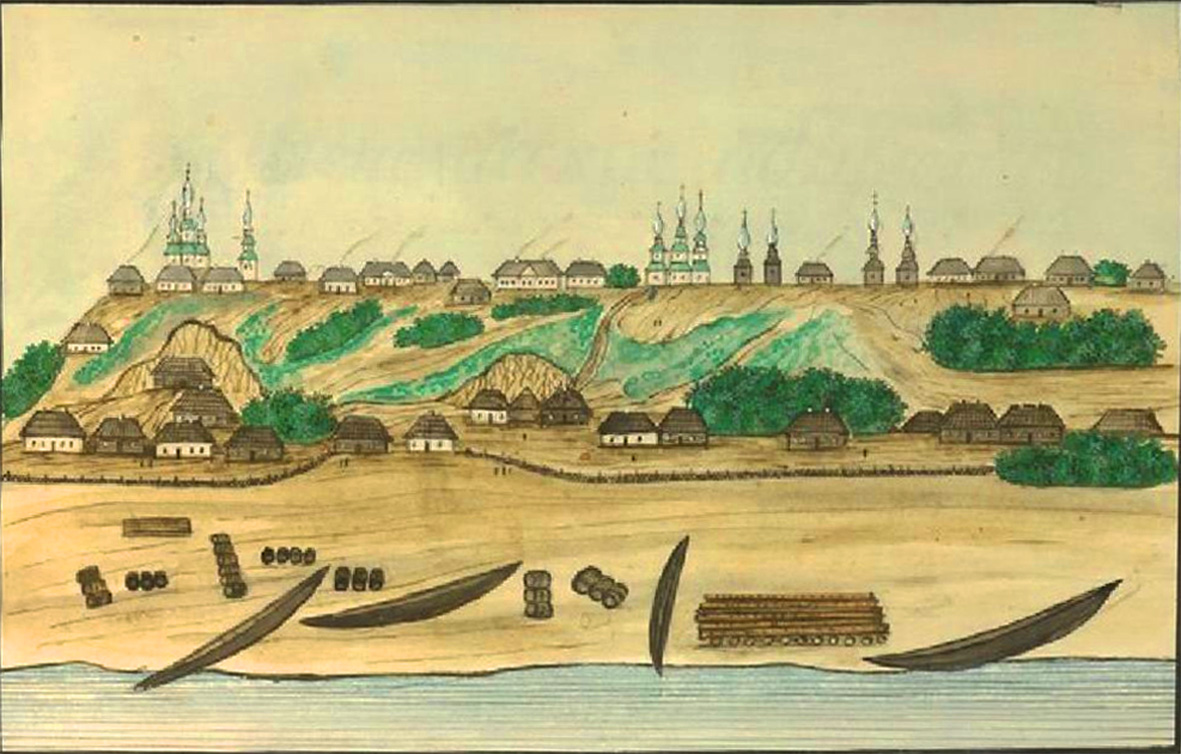
Де ля Фліз. Чорнобиль (1854)

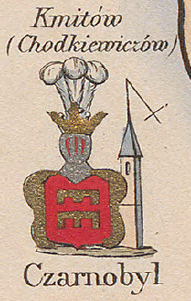
Чорнобиль на мапі Зигмунда Герстмана

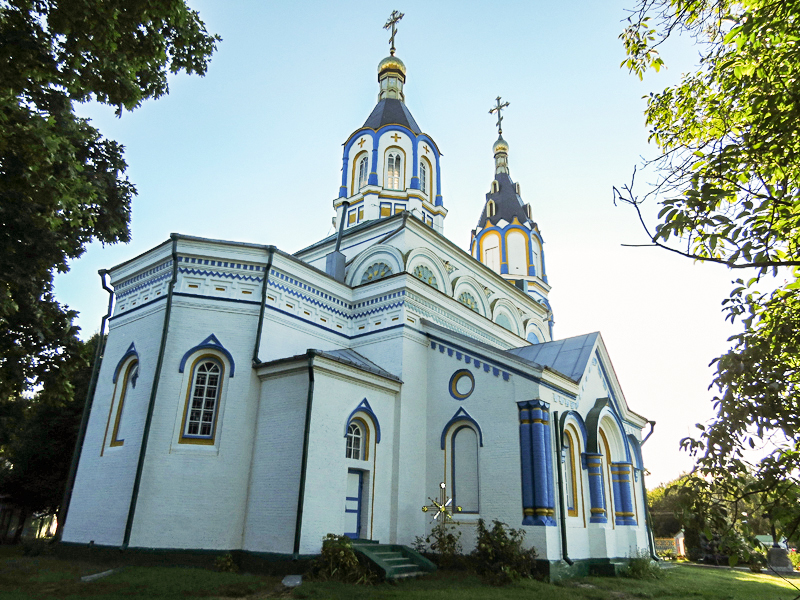
Свято-Іллінська церква.

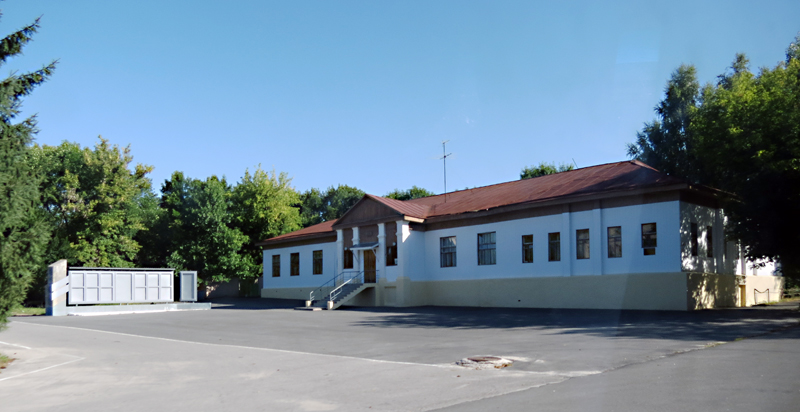
Будинок кагалу

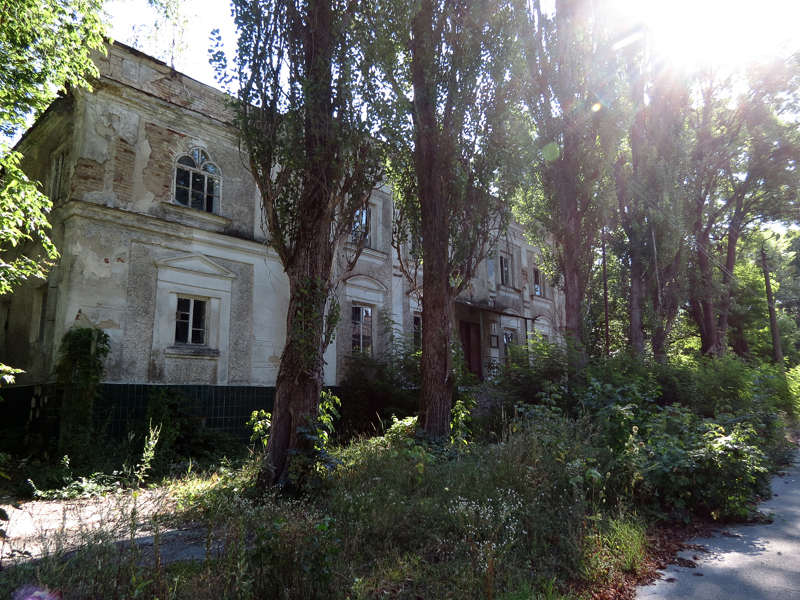
Синагога

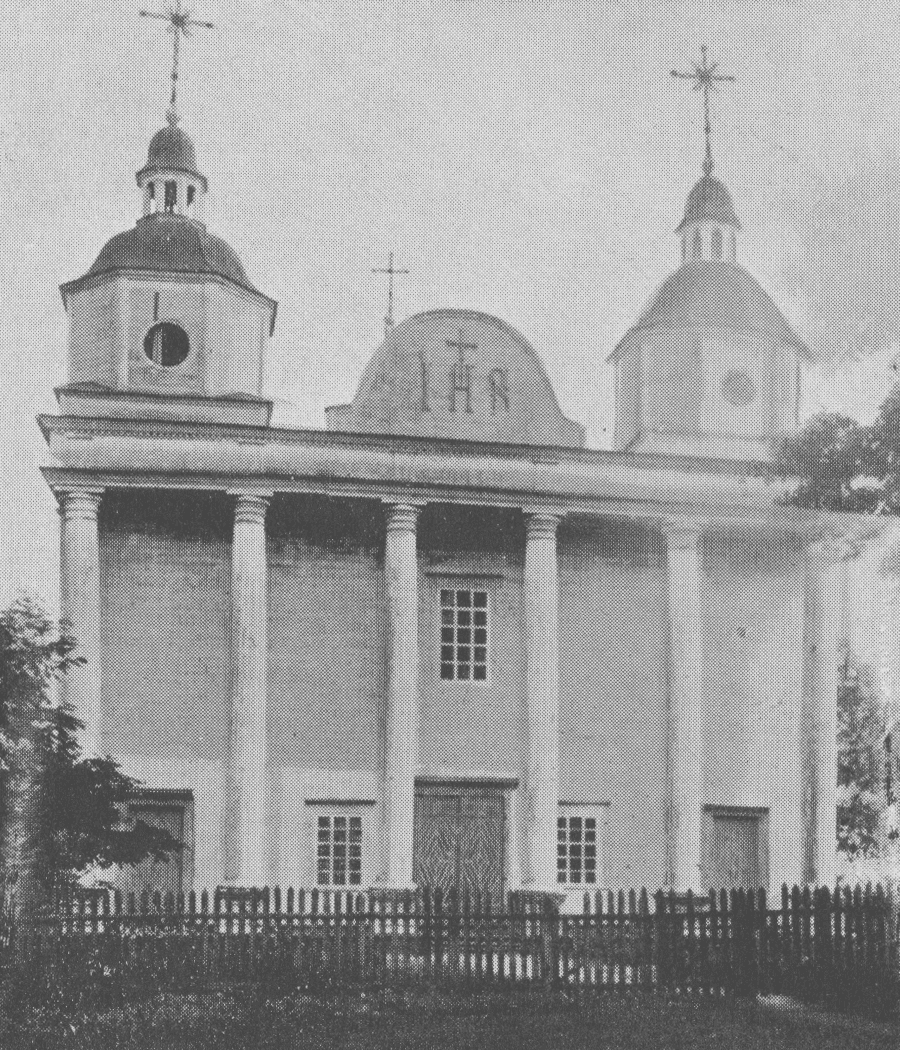
Костел

Уперше Чорнобиль згадується в Іпатіївському літописі під 1193 роком, коли князь Рюрик Ростиславич полював у місцевих лісах. Тоді місто належало до Київського князівства.
Наступна згадка про Чорнобиль міститься у «Списку руських міст далеких і близьких». Рештками літописного Чорнобиля, скоріш за все, є городище (із культурним шаром XI—XIV століть), виявлене 2003 року на мисі між Свято-Іллінською церквою та парком.
Імовірно, уже в середині XV століття існував Чорнобильський замок, який був розорений татарами (близько 1473 або 1482 року) і відновлений близько 1521 року. Тоді ж був утворений Чорнобильський замковий повіт (існував до адміністративної реформи 1565—1566 років). 1548 року за наказом київського воєводи Фрідріха Пронського на березі річки Прип'ять звели Чорнобильський замок. Будівництво велось місцевими людьми під керівництвом земляка Заморенка.
Згідно з грамотою короля польського і великого князя литовського Сигізмунда I 1526 року бояри Київського воєводства тримали Чорнобильський замок по черзі. За київського воєводи Андрія Немировича намісником у Чорнобилі був Федько Андрійович Кисіль. Після ліквідації Чорнобильського повіту останній його «державця» Філон Кміта став власником міста. 1566 року місто надано польським королем Філону Кміті через втрату сіверських земель, що загарбала Москва, який до свого прізвища з того часу приписав Філон Кміта Чорнобильський.[джерело?] У литовську добу Чорнобильський замок став помітним військовим і транзитним центром північної частини Київського воєводства, центром повіту, з 1566 – староства. У 1569 році Чорнобиль з Південним Поліссям (саме з Люблінської унії почнеться його перетворення на Полісся українське) перейшов до складу Королівства Польського. Чорнобиль залишався приватновласницьким містечком аж до 1917 року. Від вигаслого роду Кмітів Чорнобиль наприкінці XVI століття перейшов до Сапіг, а потім Ходкевичей.  
У 1626 році власниками маєтку під Чорнобилем засновано домініканський кляштор, який проіснував до 1832 р., та костьол. В останній третині XVI ст. в містечку з‟явилася юдейська громада, яка зростатиме в чисельності та вазі. 
На початку визвольної війни під проводом Богдана Хмельницького 1648—1657 років Чорнобиль перейшов під владу Війська Запорозького. Близько 8 липня 1649 року в Чорнобилі та околицях зосередились близько 10000 верхівців-повстанців під командуванням Кричевського Михайла Станіслава, звідти вони рушили до Річиці на допомогу групі Пободайла проти війська ВКЛ під командуванням Януша Радзивілла. Імовірно, до початку 1660-х років був у складі Київського полку, а пізніше (імовірно до 1670-х років) — під контролем козаків, прихильних до Речі Посполитої. Нетривалий час місто було центром Чорнобильського полку. 1651 і 1654 року згадується Чорнобильська сотня. 1665 року місто здобули повстанці Децика.
1747 і 1751 року місто захоплювали гайдамаки, які спалили замок і костел. 1768 року Чорнобиль мав намір узяти штурмом полковник Коліївщини Іван Бондаренко. 
На початку XVIII століття Чорнобиль перейшов від Сапіг до Ходкевичів Вихід міста з періоду занепаду, в якому воно перебувало із середини XVII століття, пов'язаний із власником Чорнобиля Яном-Миколаєм Ходкевичем (1738—1781), котрий у другій половини XVIII століття відновив чорнобильський замок/палац (зруйнований 1918 року) і зробив його своєю резиденцією. Ян-Миколай Ходкевич сприяв заселенню міста, зокрема шляхтичами, українцями з Гетьманщини та Вольностей Війська Запорозького низового, євреями та росіянами-старообрядцями (з 1775 року). У 1764 році жиди складали близько 30% населення, через 100 років – 57%. Наприкінці XVIII ст. містечко стало одним з центрів хасидизму, в ньому резидувала династія цадиків, яка постачала рабинів у різні кінці Київської губернії. 
У XV—XVIII століттях Чорнобиль складався із замку (локалізується на території парку, мав дерев'яні укріплення) і власне міста, в якому в середині XVI століття зафіксовано 196 димів, а наприкінці XVIII століття — 642 дими. На початку XVII століття Лукаш Сапіга заснував у Чорнобилі домініканський монастир з костелом Успіння Діви Марії (монастир був закритий 1832 року, дерев'яний костел надалі діяв як парафіяльний). Із XVII століття відомі православні храми (хоча вони мали існувати і раніше), яких на початку XIX століття було три (усі дерев'яні).
Унаслідок другого поділу Речі Посполитої 1793 року Чорнобиль увійшов до складу Російської імперії, із 1797 року — містечко у складі Радомишльського повіту Київської губернії. З 1919 року отримав статус повітового міста і став центром Чорнобильського повіту.
У XIX столітті в Чорнобилі з'явилися дрібні промислові підприємства. Були розвинуті будування дерев'яних річкових суден, обробка шкіри. Велике значення для міста мала пристань. 1878 року споруджено муровану Свято-Іллінську церкву (на місці її дерев'яної попередниці; єдиний із храмів міста, що зберігся).
За польським «Географічним словником» 1880 року Чорнобиль був невеликим містечком, у якому проживало 6483 жителів (3683 юдеї, 2160 православних, 566 старовірів і 84 католики). Чорнобильські замок на пагорбі і маєток тоді належали графу Владислава Ходкевича. Містечко отримувало прибуток з річкової торгівлі, рибальства та вирощування цибулі. 1896 року Ходкевичі продали Чорнобильський маєток (крім палацу) С. Челіщеву. За переписом 1897 року населення міста налічувало 16,7 тис. осіб.

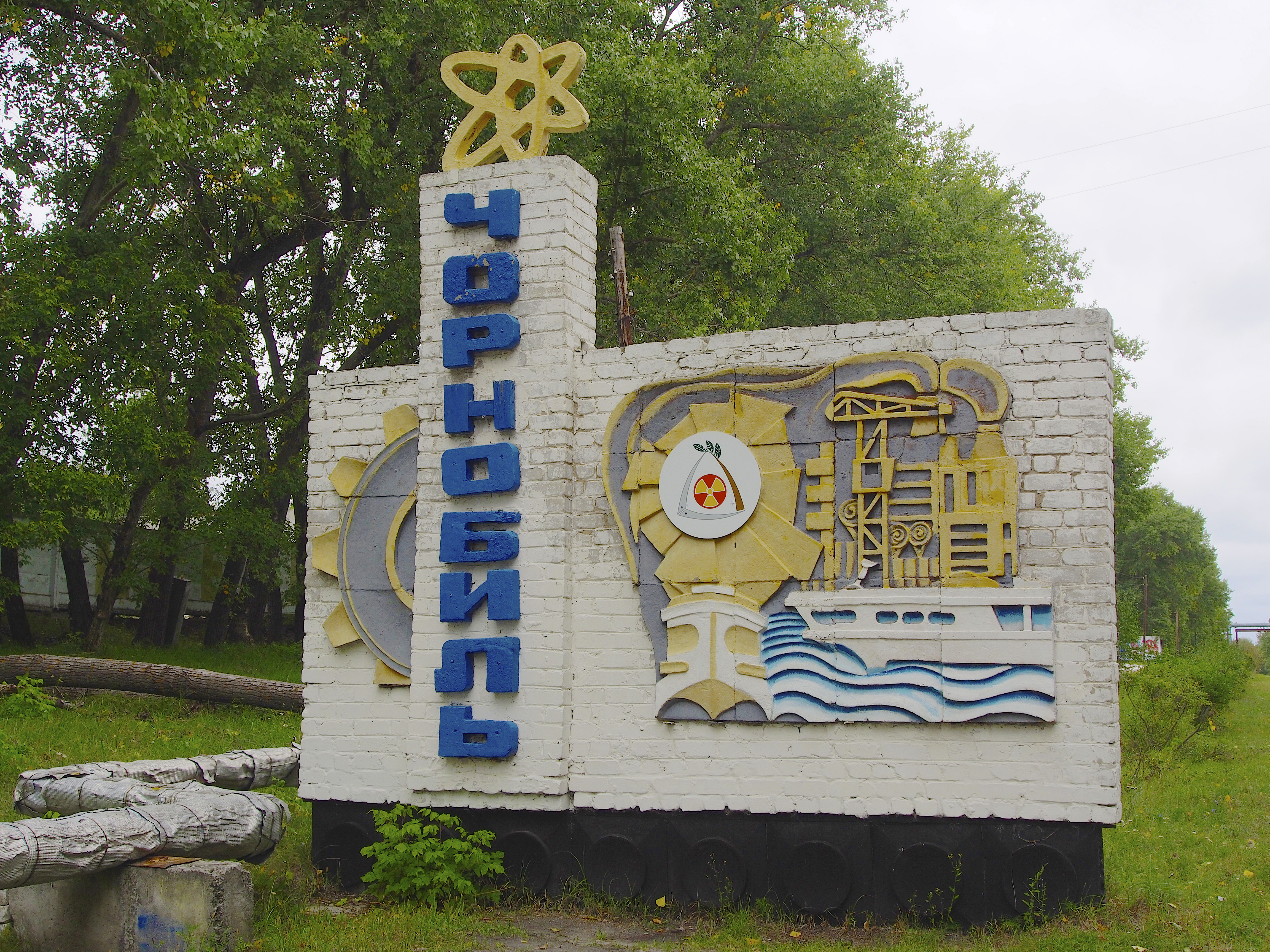
В'їзна стела

Із кінця XVII століття в Чорнобилі жили євреї, які в XIX столітті стали найбільшою етнічною групою міста (у 1897 році — 60 % населення). Станом на 1926 рік частка євреїв зменшилася до 40 % через погроми 1905 і 1919 років та міграцію. З кінця XVIII століття до 1919 року в місті існувала резиденція цадиків із династії Тверських, завдяки чому Чорнобиль був одним із центрів хасидизму. Єврейська громада була знищена гітлерівцями в 1941 році.
У другій половині XVIII століття Чорнобиль стає одним з головних центрів хасидизму. Чорнобильську хасидську династію було засновано рабином Менахемом-Нахумом Тверським. У 1898 році населення Чорнобиля становило 10 800 осіб, з яких 7 200 — євреї. Єврейське населення сильно постраждало від погромів у жовтні 1905 і березні-квітні 1919 років, велика кількість євреїв була пограбована та вбита чорносотенцями. В 1920 році рід рабина Тверського залишає Чорнобиль, і з того часу місто перестає бути центром хасидизму.
У 1917—1920 роках Чорнобиль не раз переходив із рук у руки (зокрема з кінця 1918 до початку травня 1919 року контролювався отаманом І. Струком), аж поки 12 червня 1920 року радянські війська остаточно не захопили місто. 1919 року Чорнобиль став центром повіту і містом, 1923 року — центром Чорнобильського району і селищем міського типу, 1941 року знову отримав статус міста. 1925 року в Чорнобилі проживало 8,9 тис. мешканців. Найзначнішим у Чорнобилі промисловим підприємством у 1930-ті роки стали судноремонтні майстерні (із 1939 року — судноремонтно-суднобудівний завод, із 1955 року — ремонтно-експлуатаційна база флоту). Із 25 серпня 1941 по 16 листопада 1943 рік Чорнобиль був окупований німецькими військами.
У 1970—1977 роках за 15 км від Чорнобиль було побудовано першу чергу ЧАЕС і місто Прип'ять. 26 квітня 1986 року сталася аварія на 4-му енергоблоці ЧАЕС, а 5 травня було проведено примусове відселення мешканців, яких на момент аварії налічувалося 13,7 тис. осіб. Дуже швидко після цього почалося несанкціоноване повернення переселенців, яке було умовно легалізовано в 1993 році.
У 1970—1980-х роках в місті була харчова промисловість, чавуноливарний завод, ремонтно-експлуатаційна база Дніпровського річкового пароплавства, цех мистецьких виробів, районне об'єднання «Сільгостехніка», медичне і професійно-технічне училища.

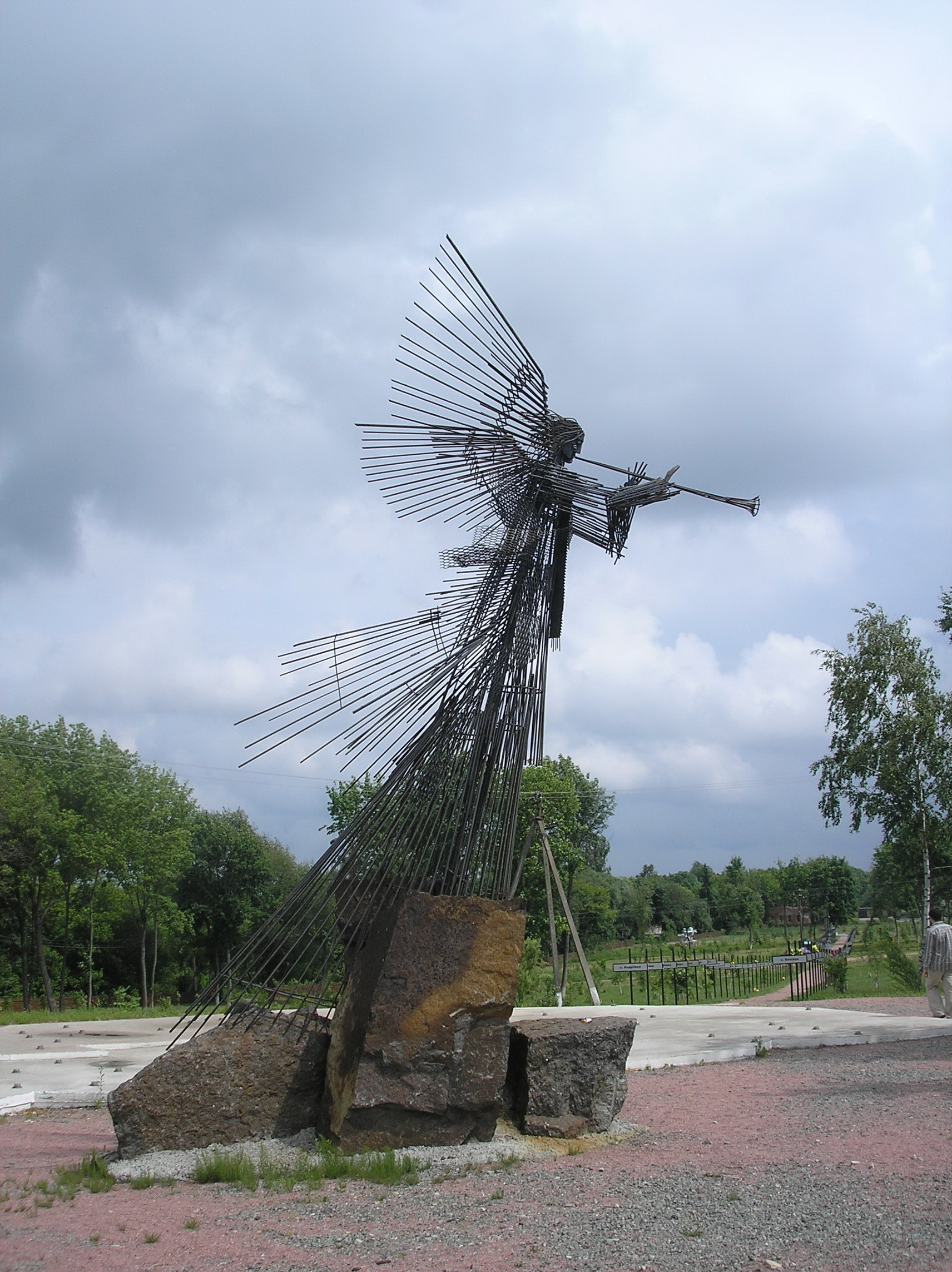
Пам'ятник

Тоді ж на березі Прип'яті поблизу міста була збудована Чорнобильська АЕС — перша атомна електростанція в Україні. Енергоблоки станції було спроєктовано на основі канальних реакторів великої потужності типу РБМК. Будівництво розпочалося у 1971 році; перший енергоблок потужністю 1000 МВт вступив у дію через шість років. Згодом добудовано ще три енергоблоки. На 1983 рік загальна потужність станції становила 4000 МВт.

### Чорнобильська катастрофа
26 квітня 1986 року на Чорнобильській АЕС сталася найбільша в історії атомної енергетики аварія. Реактор четвертого енергоблоку вибухнув, радіоактивні частки йоду, стронцію та цезію поширилися на північну частину України та деяку частину Білорусі, Росії, країн Балтії, Польщі, Швеції, Фінляндії та інших країн.
Чорнобильська катастрофа спричинила великі людські жертви, Чорнобиль став символом атомної небезпеки в світовому масштабі.
Населення району Чорнобиля (185 тисяч) і міста Чорнобиля (14 тисяч) значною мірою було евакуйоване. Однак у місті і в 2019 році продовжує проживати невелика кількість населення — ті, хто відмовилися залишити рідне місто. Місто є адміністративним центром управління — в ньому розташований Державний відділ Адміністрація Зони Відчуження та Зони Безумовного Відселення.
У Чорнобилі розташована рота охорони Міністерства внутрішніх справ, яка здійснює охорону (патрулювання) території зони відчуження, а також проводить нагляд за Контрольно-пропускним режимом зони на 9-ти КПП. Завдяки роботі поліції виявляються та фіксуються факти проникнення на територію зони відчуження екстремальних туристів з чорнобильського сталкерства, а також осіб-мародерів.
18 липня 2023 року на ДСП «Чорнобильська АЕС» зареєстровано профспілку атомників «Захист Праці». Керівником одностайно обрано переробника радіоактивних відходів Нестеренка Максима Юрійовича.

### Російське вторгнення в Україну (2022)
З 24 лютого до 2 квітня 2022 року місто було окуповане російськими військами. 24 лютого росіяни вийшли з білоруських сіл Біла Сорока та Гдень, перетнули українсько-білоруський кордон і без бою захопили Чорнобильську атомну електростанцію. Нацгвардійців, які її охороняли, взяли у полон. У заручниках також опинилося 210 технічних фахівців ЧАЕС. Зранку того ж дня над Чорнобильською зоною відчуження у напрямку  Гостомельського аеродрому та Києва пролетіло 34 російських вертольоти Ка-52, а за ними 18 штурмових транспортників Мі-8 із десантниками 31 ОДШБр РФ. 
На території міста і самої зони росіяни почали облаштовувати захисні споруди, зокрема рити окопи в найзараженішій радіацією ділянці Рудого лісу. У зв’язку з бойовими діями спалахнула пожежа, яка у березні охопила понад 10 000 га лісу. У ЗМІ з’явилися повідомлення про те, що у деяких окупантів виявлені ознаки променевої хвороби. Щоправда згодом цю інформацію спростували. Однак у будь-якому разі, дії росіян у Зоні відчуження спричинили підвищення радіаційного забруднення. Окрім того, вони замінували ліс довкола станції. Як повідомляють співробітники станції, на розтяжках уже підірвалися люди і звірі. 
Росіяни вивезли всю техніку, БТРи, викрали або понівечили обладнання в лабораторіях ЧАЕС і центрах моніторингу, а також майно з усіх без виключення приміщень станції. Зникли навіть забруднені радіацією автомобілі КрАЗ. За підрахунками Державного агентства України з управління зоною відчуження, загальні збитки від окупації станції становлять близько 100 млн євро.
31 березня 2022 року окупанти відступили з території Чорнобильської станції і залишили місто. А 2 квітня персонал АЕС підняв державний прапор України.

## Населення
- 1552 — 1 372[13]
- 1790-ті — 2 865[14]
- 1880 — 6 483[15]
- 1897 — 9 351[16]
- 1900 — 16 740[14]
- 1923 — 8 943[17]
- 1926 — 8 071[17]
- 1959 — 8 221[17]
- 1970 — 10 136[17]
- 1979 — 12 458[17]
- 2010 — ~500
- 2017 — 690
- 2019 — 1054

### Мова
За даними перепису 1926 року, українську мову рідною назвали 50,6 % населення, єврейську — 38,0 %, російську — 10,3 %, польську — 0,5 %, іншу — 0,6.

## Особистості

### Уродженці
- Стаценко Ігор Дем'янович — радянський військовик, генерал-майор (1962), кандидат військових наук (1966), доцент (1969).
- Степан Фещенко — український математик-механік, доктор фізико-математичних наук, професор.
- Олександр Ярмола — вокаліст гурту «Гайдамаки».
- Новак Григорій Ірмович — десятиразовий чемпіон СРСР з важкої атлетики.
- Білоцерківський Марк Львович — член Української Центральної Ради.
- Розалія Ходкевич (*16.IX.1768) — дружина князя, київського каштеляна Александера Любомирського, теща Вацлава «Еміра» Жевуського[20].
- Александер Францішек Ходкевич — граф, літератор, хімік, син Яна Миколая Ходкевича[21][20].
- Краснощоков Олександр Михайлович (Абрам Мойсейович Краснощок) — російський соціал-демократ, революціонер, один з ініціаторів створення Промбанку СРСР.
- Лозбін Віктор Іванович (08.08.1940) — український науковець, фахівець у галузі теплофізики.
- Ільченко Віра Романівна  — відомий український педагог, керівник розробників моделі цілісної освіти «Довкілля».
- Сахно Сергій Віталійович  — український музикант, барабанщик гурту «Воплі Відоплясова», композитор, мультиінструменталіст і аранжувальник, колишній учасник київського гурту «ЯЯЯ».
- Сац Ілля Олександрович (1875—1912) — російський диригент, композитор та віолончеліст.
- Халецький Яків Аркадійович  — радянський поет-пісняр.
- Лаховський Арнольд Борисович — живописець, графік, скульптор.
- Жмак Володимир Миколайович (* 1964) — український юрист, бізнесмен, політик.
- Могилевич Михайло Єхунович (1920—1986) — поет, єврейський письменник, перекладач на їдиш творів українських письменників.

### Дідичі
- Лукаш Сапіга, королівський дворянин, кузин Лева[22], і його дружина Софія з Кмітів-Чорнобильських заснували монастир Домініканців у місті[23].
- Іван Скумин Львович Тишкевич (пом. 10.10.1563) — маршалок господарський, військовик, похований у Києво-Печерській лаврі, де була встановлена надгробна плита з епітафією[24].
- Сапіга Казимир Лев
- Сапіга Казимир Владислав
- Ходкевич з Сапігів Цецилія
- Ходкевич Ян Миколай Ксаверій[25].

### Чорнобильські старости
- Олізар Волчкович
- Семен (Фридерик) Пронський
- Скумін (Іван) Тишкевич (пом. 1566) — маршалок господарський[26][27].

### Померли в Чорнобилі

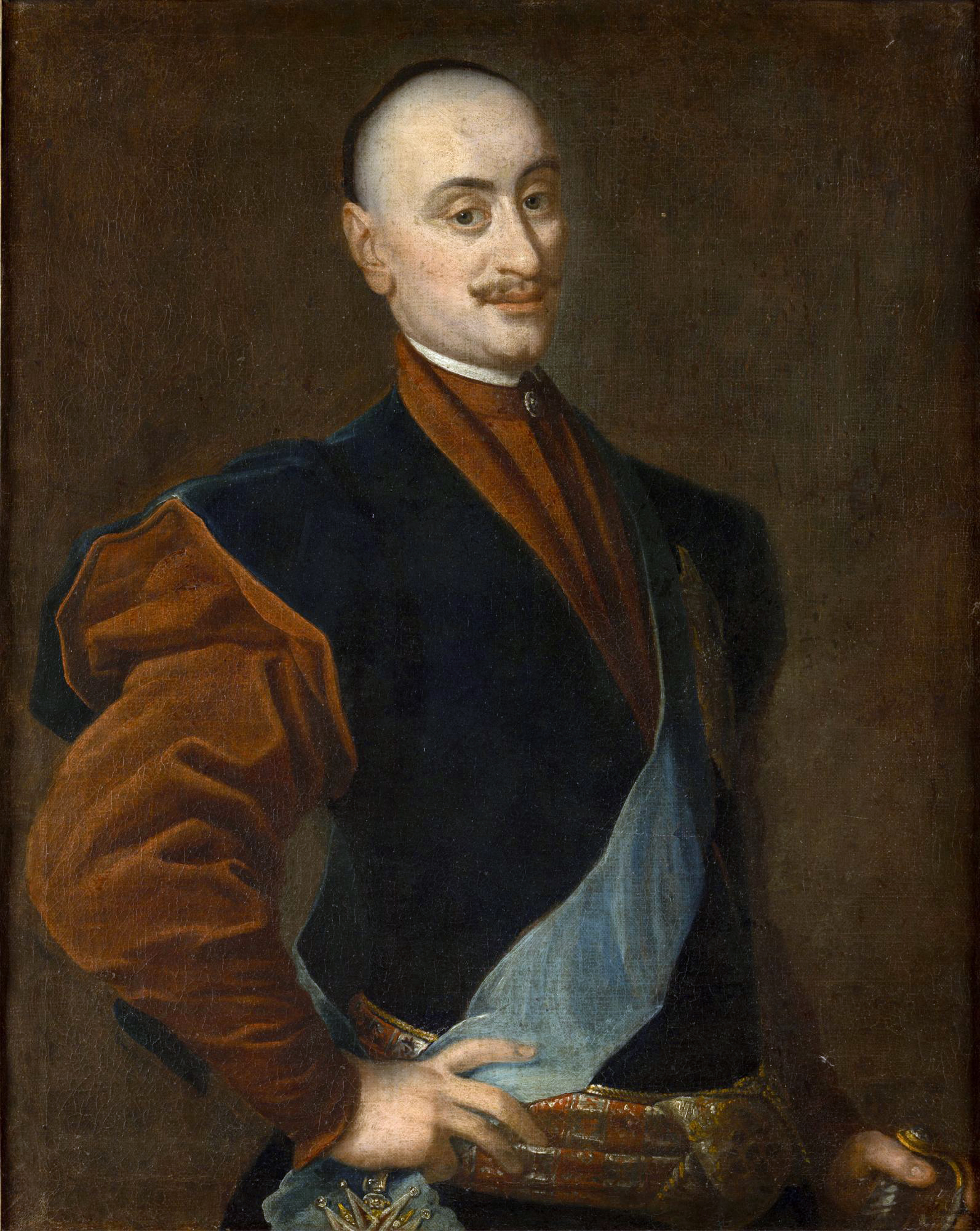
Ян Миколай Ходкевич

- Ян Миколай Ходкевич — граф, дідич, староста жмудський, вельонський[28][20].
- Марія Людвіка з Жевуських Ходкевич — дружина Яна Миколая.
- Вацлав — граф, перший син Яна Миколая[20].
- Андрейченко Василь Євдокимович — Герой Радянського Союзу, загинув у боях за визволення міста в 1943 році.

## Галерея

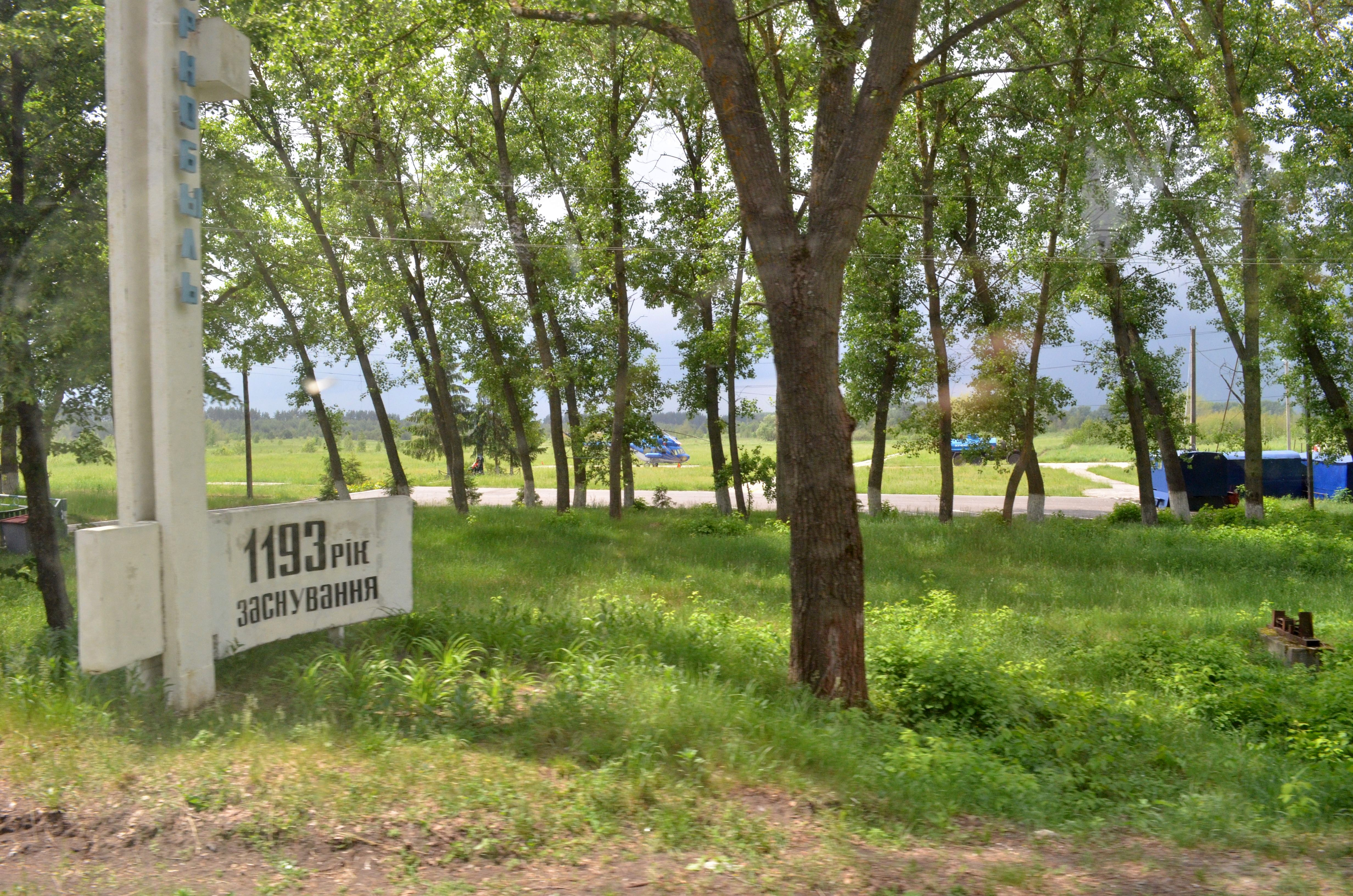
Знак при в'їзді
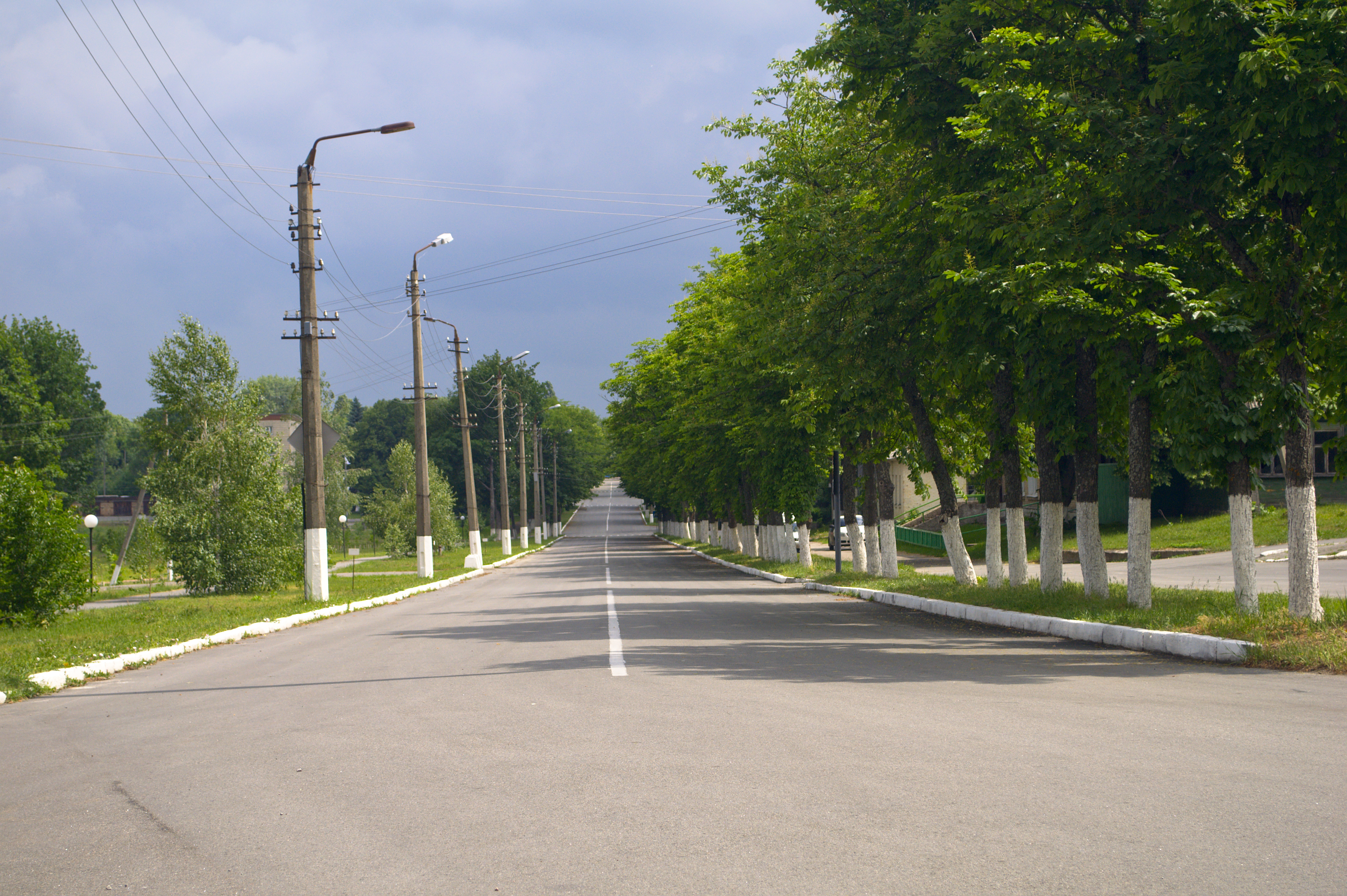
Дорога у Чорнобилі
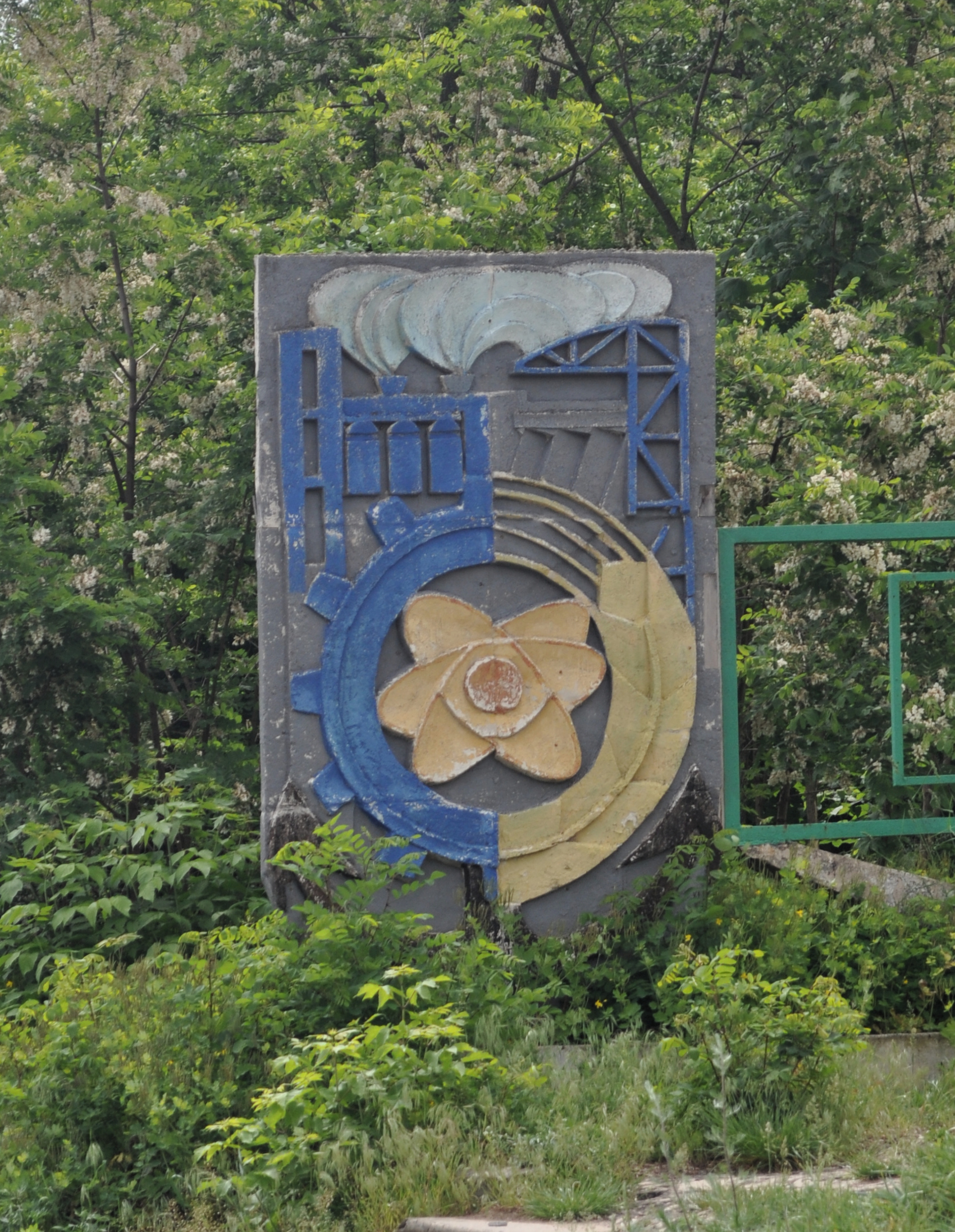
Знак
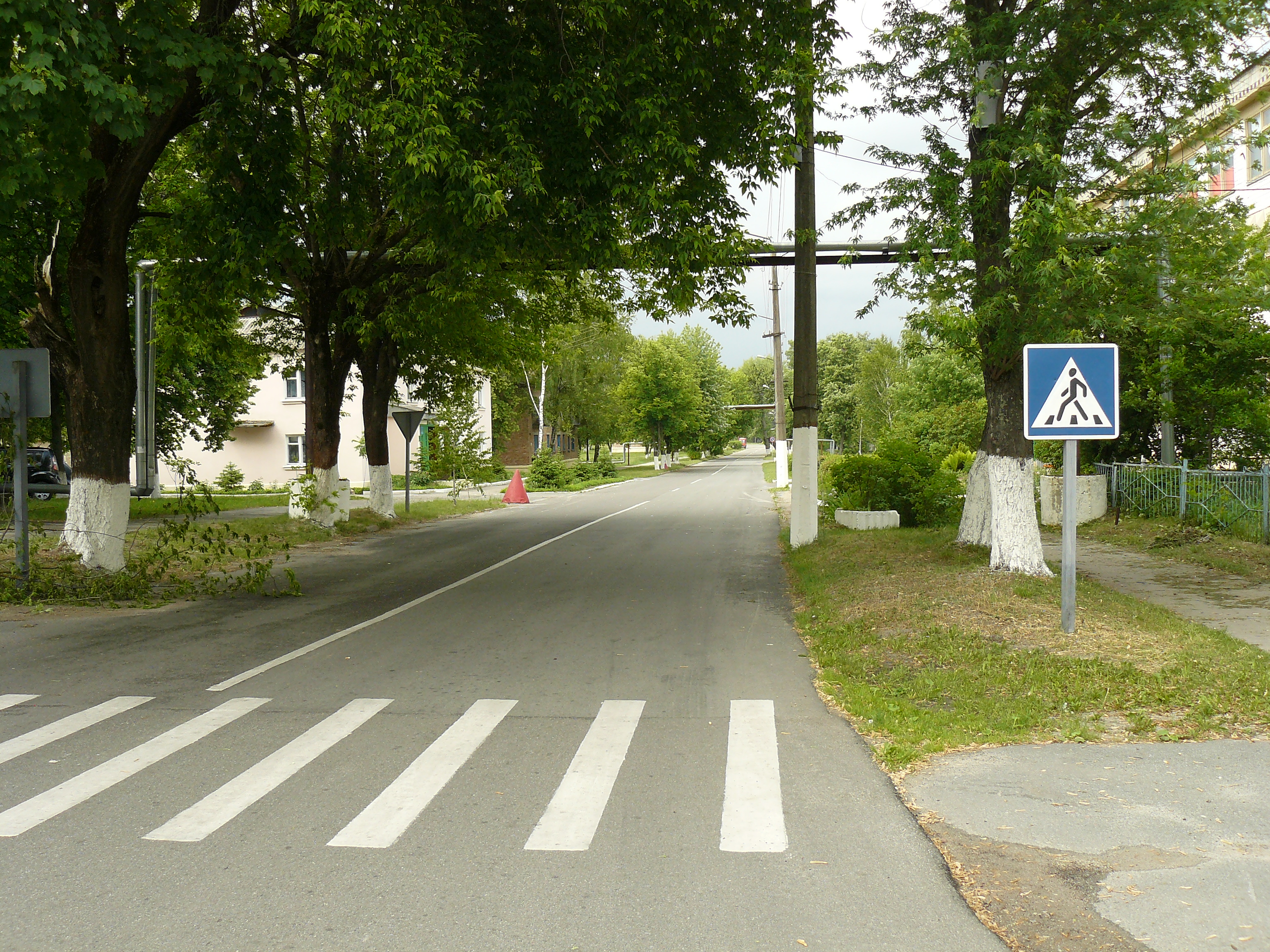
Пішохідний перехід через основну дорогу
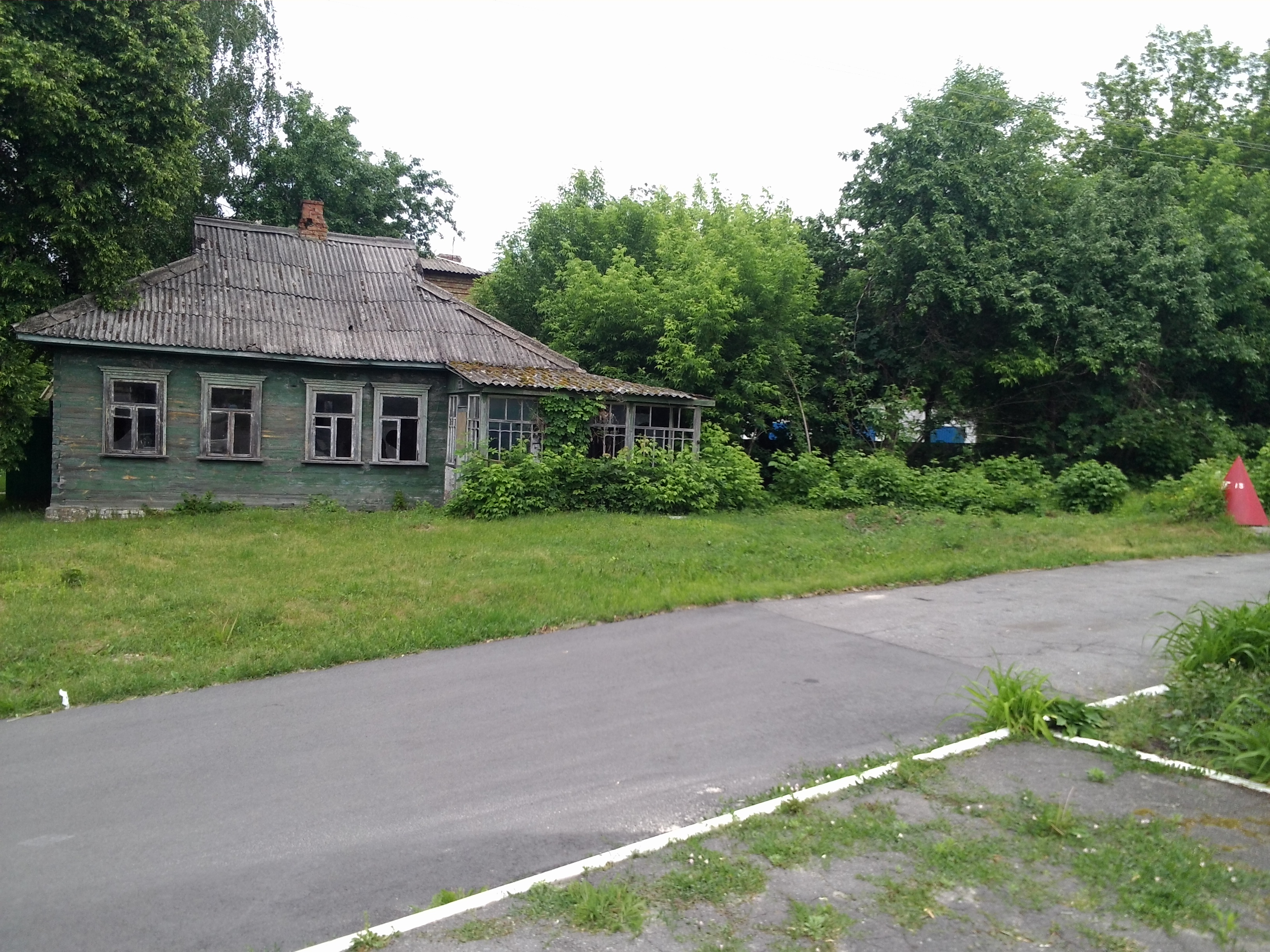
Закинута садиба в Чорнобилі
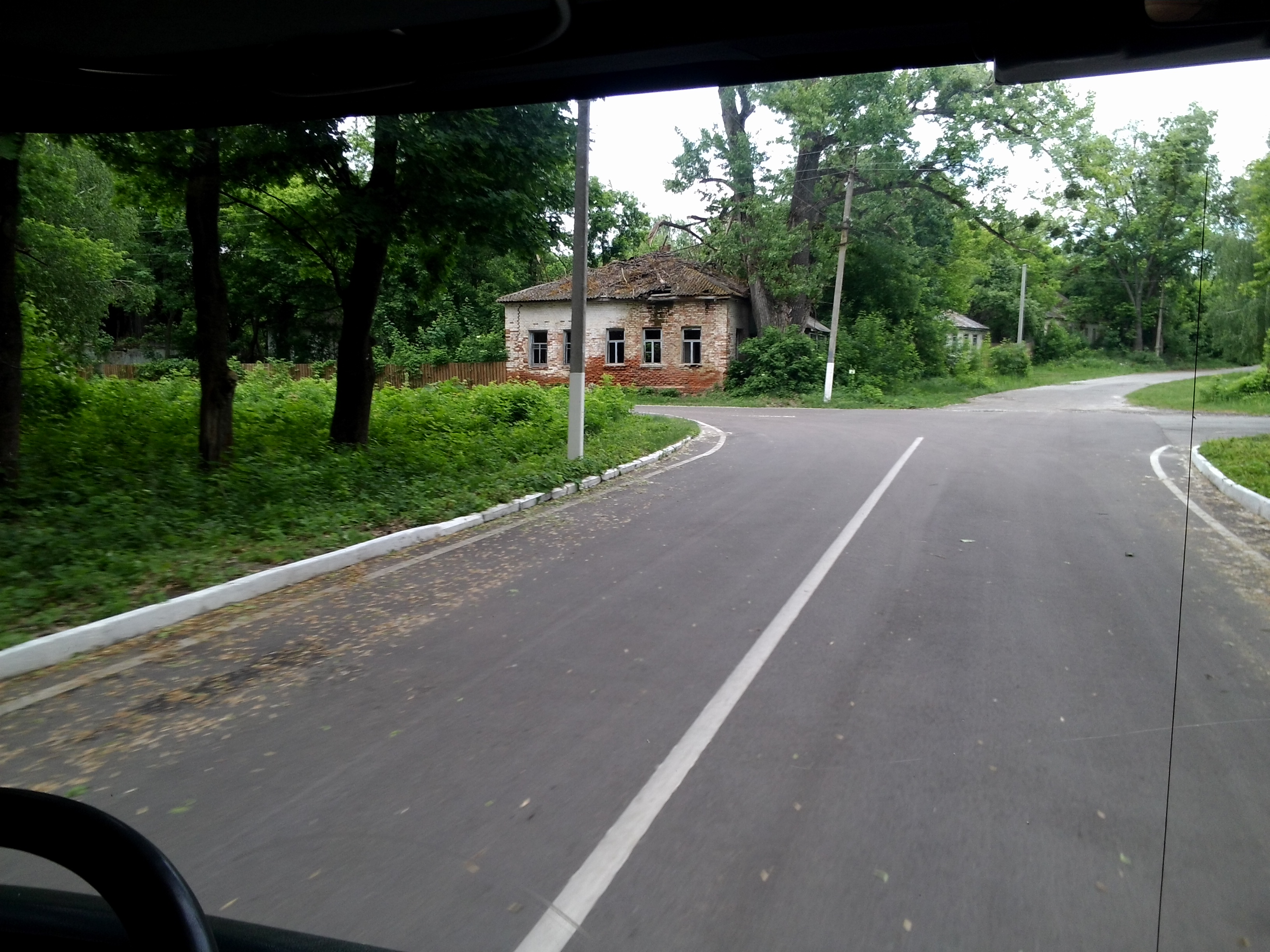
Вулицями міста
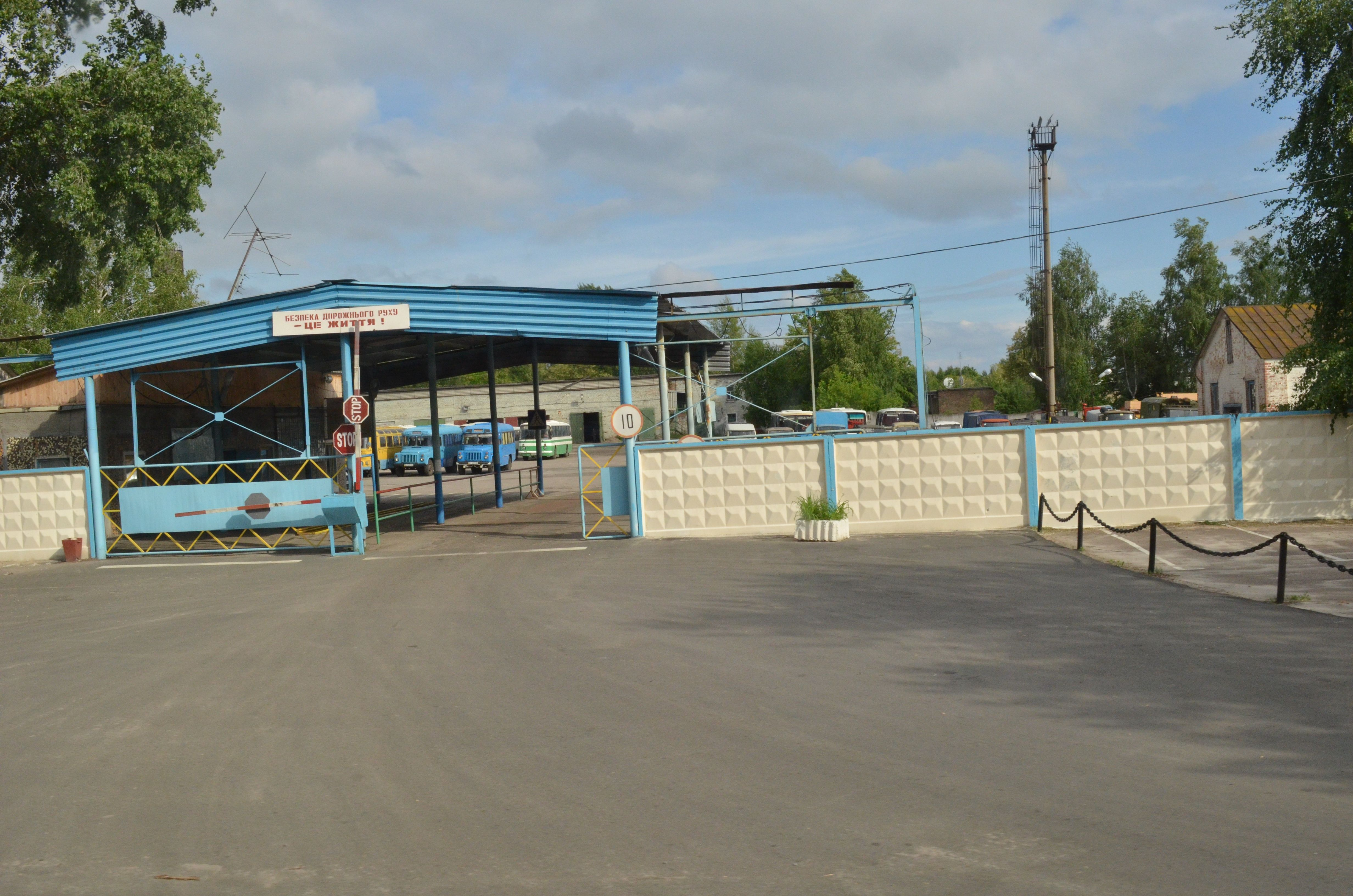
Автоколона
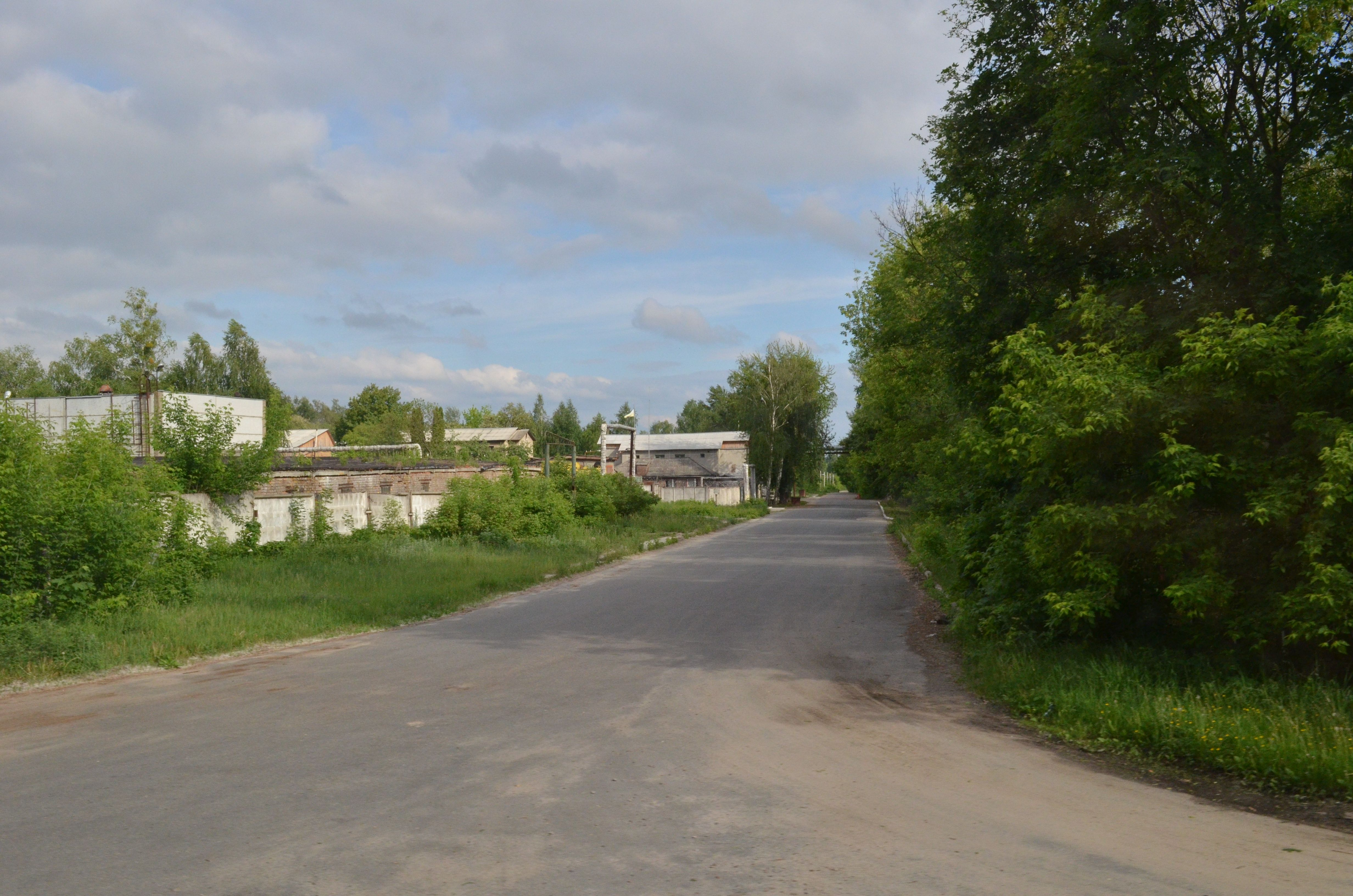
Вулицями міста
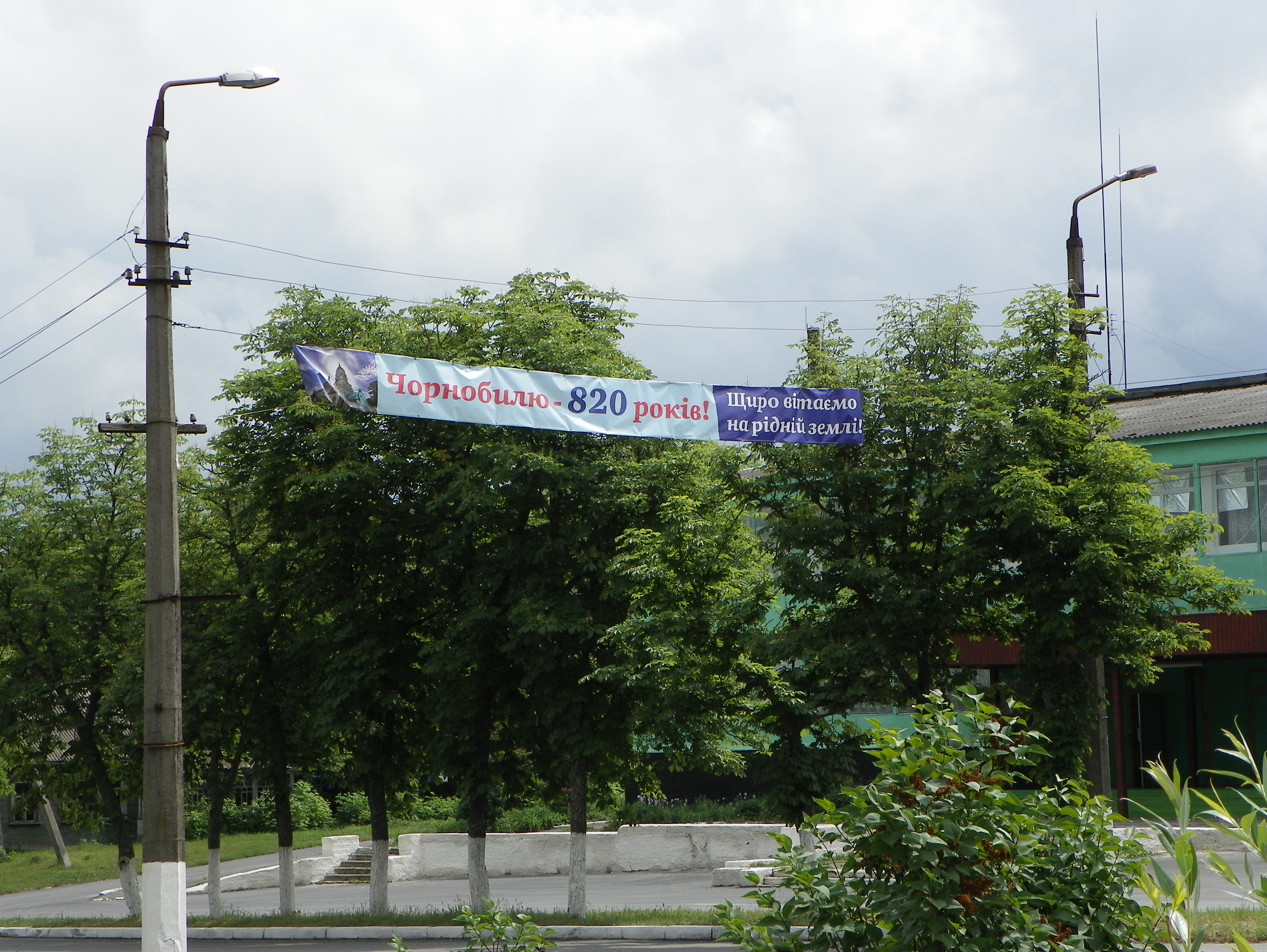
Банер «Чорнобилю 820 років»
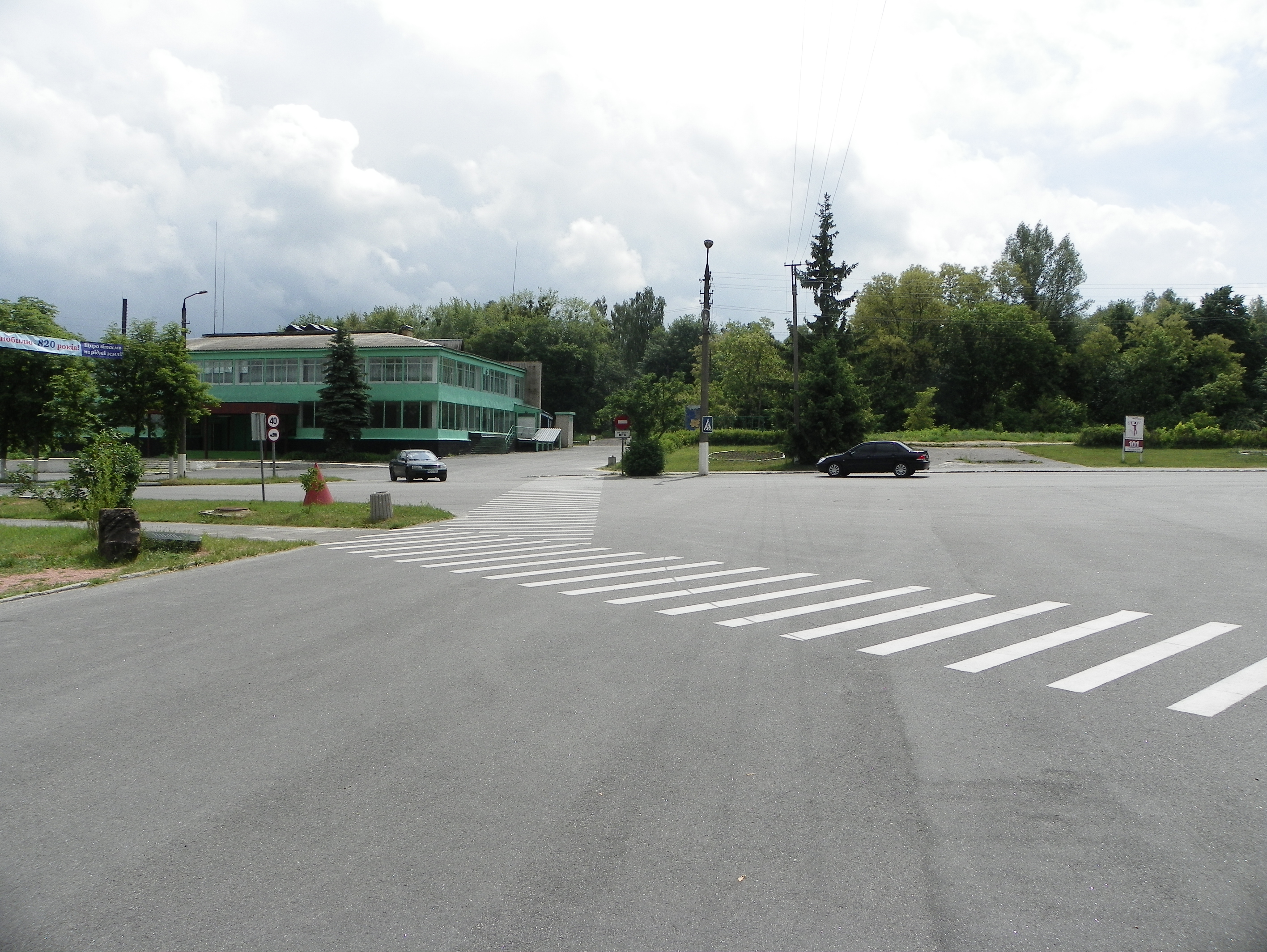
У центрі міста
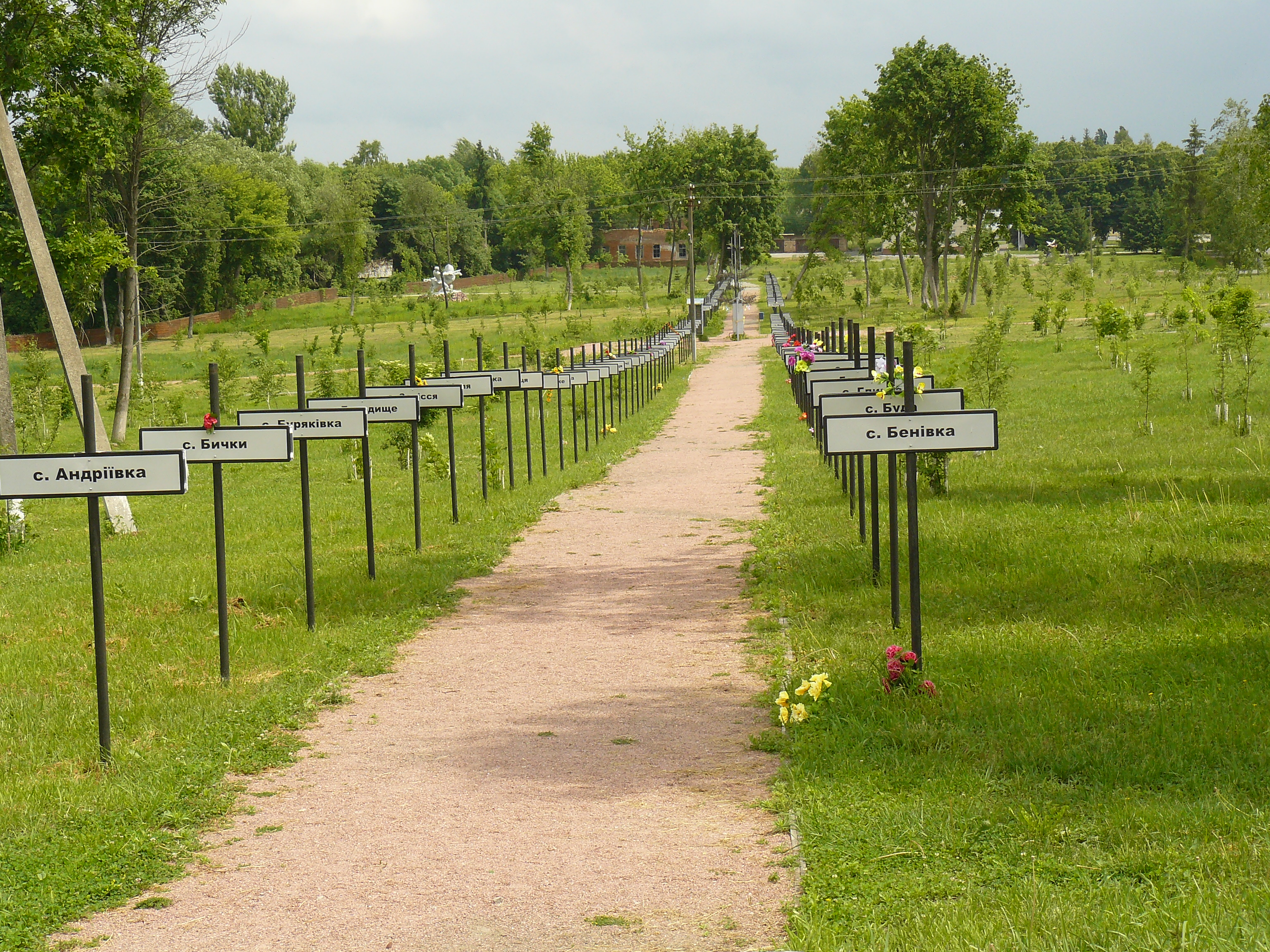
Меморіальний комплекс відселеним селам Чорнобильської зони відчуження
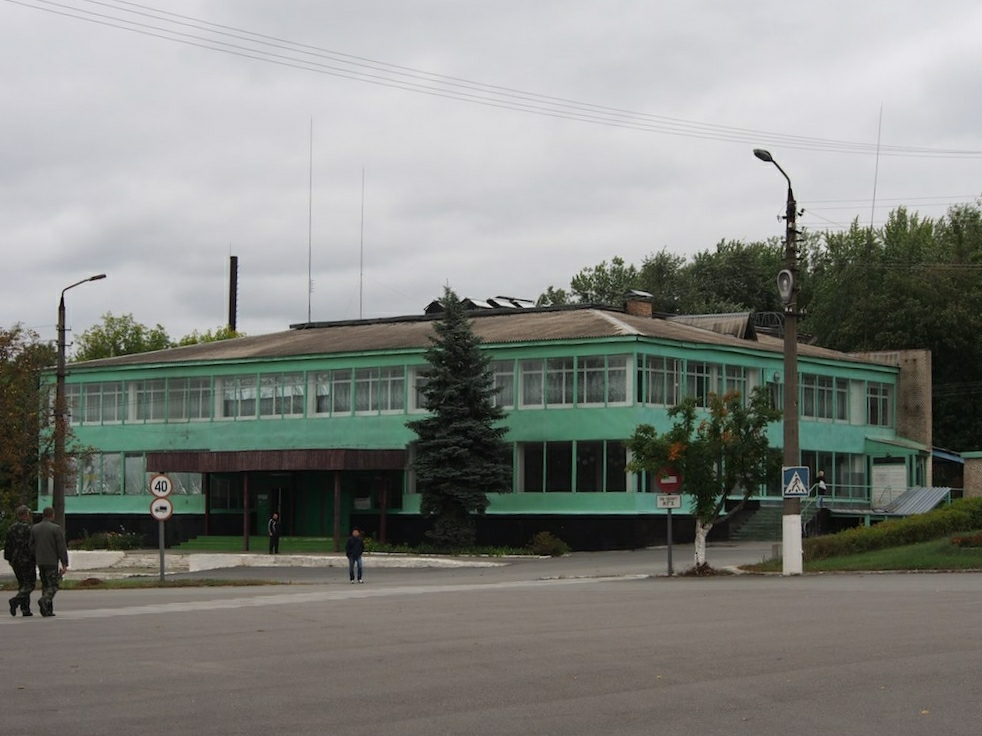
Адміністративний центр та їдальня
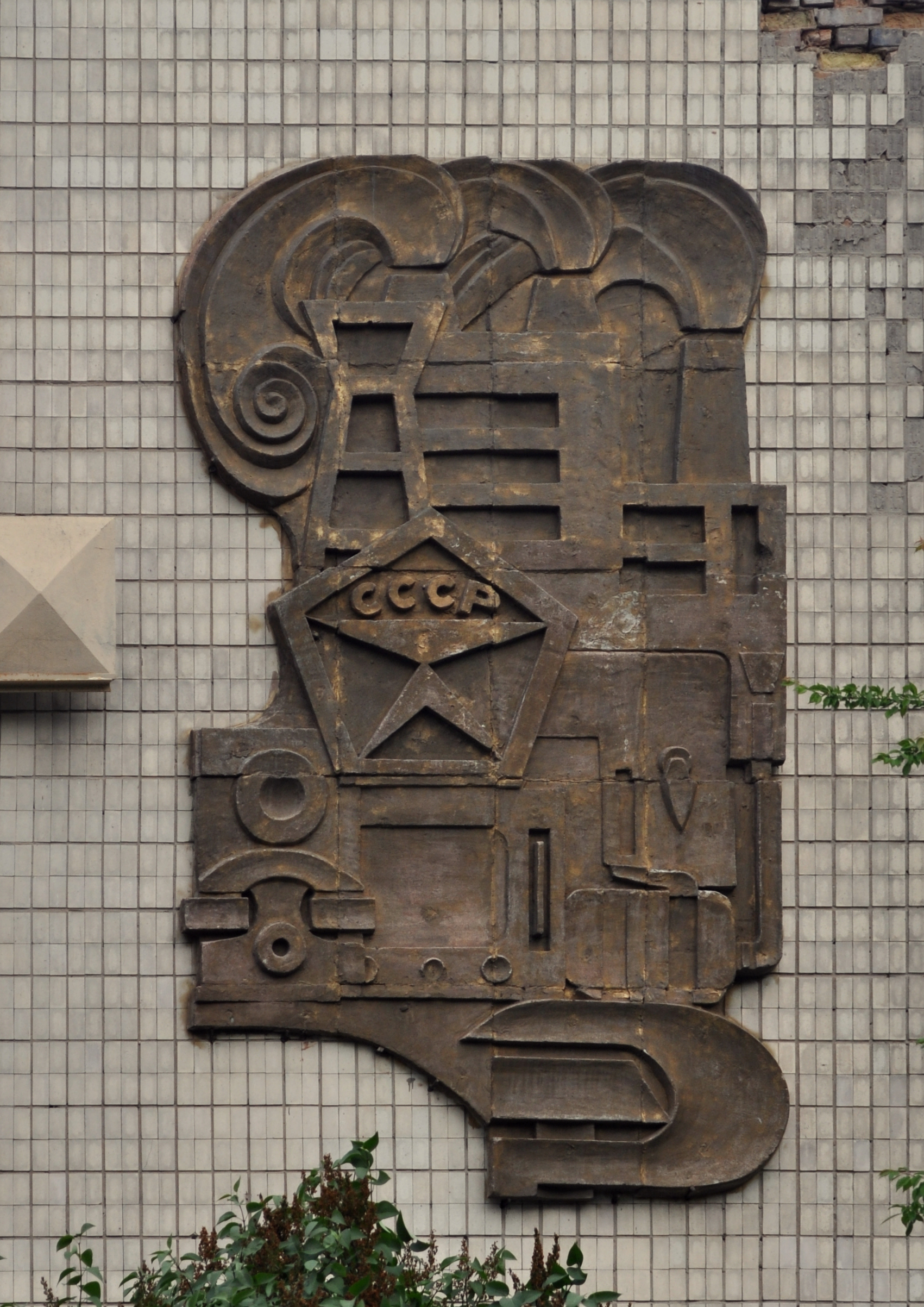
Знак на будівлі радянської епохи
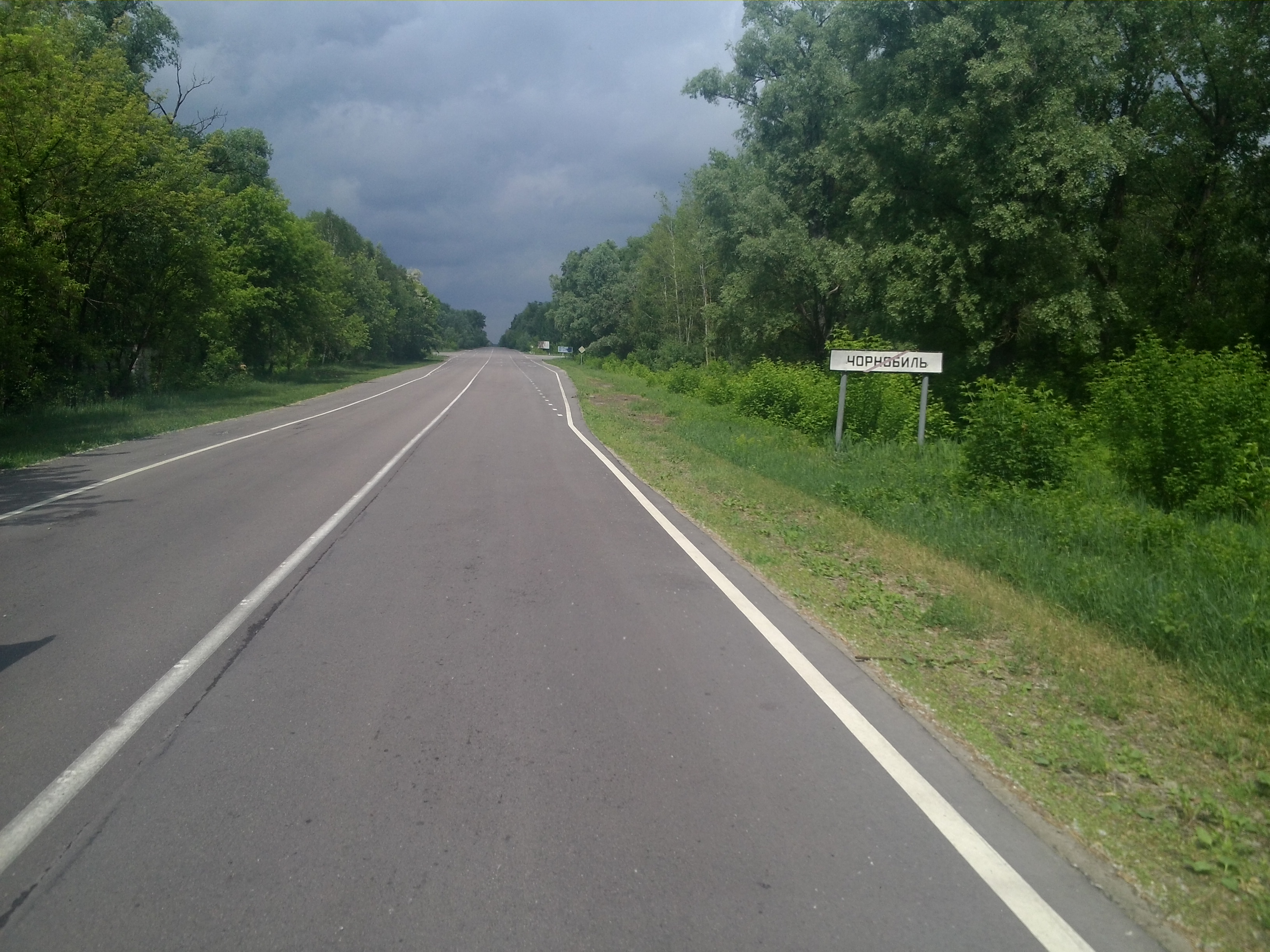
Виїзд із міста

### Статті
- Барановська Н. Чорнобиль // Малий словник історії України / відпов. ред. В. А. Смолій. — К. : Либідь, 1997. — С. 444. — ISBN 5-325-00781-5.
- Переверзєв С. В. Чорнобиль // Енциклопедія історії України : у 10 т. / редкол.: В. А. Смолій (голова) та ін. ; Інститут історії України НАН України. — К. : Наукова думка, 2013. — Т. 10 : Т — Я. — С. 561. — ISBN 978-966-00-1359-9.
- Домінік П'єр Де ля Фліз. Чорнобиль // Медико-топографічний опис державних маєтностей Київської округи з зображенням деяких природних витворів рослинного і тваринного світу, разом із статистикою кожного села, їхнім виглядом, зробленим з натури, зображенням селянських костюмів та географічною картою Київської округи. — К., 1854. — С. 840—842.
- Опис Чорнобильського замку 1552 року // Архів Південно-західної Росії, що видається Тимчасовою комісією для розгляду давніх актів: Акти про заселення = Архив Юго-Западной России. — К., 1886. — Т. VII-1. — С. 587—592.
- Чернобыль // Электронная еврейская энциклопедия. (рос.)
- Чорнобиль // Енциклопедія українознавства : Словникова частина : [в 11 т.] / Наукове товариство імені Шевченка ; гол. ред. проф., д-р Володимир Кубійович. — Париж — Нью-Йорк : Молоде життя, 1984. — Кн. 2, [т. 10] : Хмельницький Борис — Яцків. — ISBN 5-7707-4049-3.
- Czarnobyl // Słownik geograficzny Królestwa Polskiego. — Warszawa : Druk «Wieku», 1880. — Т. I. — S. 750. (пол.) — S. 750—754. (пол.)

### Книги
- Hawkes N., Lean G. … Tchernobyl: The Worst Accident in the World. Лондон 1986; (англ.)
- Marples D. R. Chernobyl and Nuclear Power in the USSR. Торонто 1986; (англ.)
- Мирный С. Живая сила. Дневник ликвидатора. (рос.)
- Сирота Л. Припятский синдром. (рос.)
- Шигапов А. Чернобыль, Припять, далее нигде… (рос.)
- Tchernobyl. Anatomie d'un nuage, Париж 1987. (фр.)

## Додаткові джерела
- Чорнобильський район — Інформаційно-пізнавальний портал | Київська область у складі УРСР (На основі матеріалів енциклопедичного видання про історію міст та сіл України, тома — Історія міст і сіл Української РСР: Київ. — К.: Гол. ред. УРЕ АН УРСР, 1968., Історія міст і сіл Української РСР. Київська область / Ф. М. Рудич (голова ред. колегії) та ін. — К.: Гол. ред. УРЕ, 1971. — 792 с.)